# 니시진정
니시진정 (니시진마치)(西新町)은 후쿠오카현 사와라군에 있던 정이다. 1922년 4월 1일에 후쿠오카시에 편입되었다.

## 역사
- 1889년 4월 1일 - 정촌제 시행에 의해 사와라군 니시진정이 성립하였다.
- 1922년 4월 1일 - 후쿠오카시에 편입해 소멸하였다.